# Grand Prix Itálie 2011
Grand Prix Itálie 2011 (LXXXII Gran Premio Santander d'Italia) třináctý závod 62. ročníku mistrovství světa vozů Formule 1, historicky již 853. grand prix, se uskutečnila na okruhu Monza.

## Výsledky

### Kvalifikace
| Pořadí                | Číslo | Jezdec             | Konstruktér          | 1. část  | 2. část  | 3. část  | Start |
| --------------------- | ----- | ------------------ | -------------------- | -------- | -------- | -------- | ----- |
| 1                     | 1     | Sebastian Vettel   | Red Bull-Renault     | 1:24.002 | 1:22.914 | 1:22.275 | 1     |
| 2                     | 3     | Lewis Hamilton     | McLaren-Mercedes     | 1:23.976 | 1:23.172 | 1:22.725 | 2     |
| 3                     | 4     | Jenson Button      | McLaren-Mercedes     | 1:24.013 | 1:23.031 | 1:22.777 | 3     |
| 4                     | 5     | Fernando Alonso    | Ferrari              | 1:24.134 | 1:23.342 | 1:22.841 | 4     |
| 5                     | 2     | Mark Webber        | Red Bull-Renault     | 1:24.148 | 1:23.387 | 1:22.972 | 5     |
| 6                     | 6     | Felipe Massa       | Ferrari              | 1:24.523 | 1:23.681 | 1:23.188 | 6     |
| 7                     | 10    | Vitalij Petrov     | Renault              | 1:24.486 | 1:23.741 | 1:23.530 | 7     |
| 8                     | 7     | Michael Schumacher | Mercedes             | 1:25.108 | 1:23.671 | 1:23.777 | 8     |
| 9                     | 8     | Nico Rosberg       | Mercedes             | 1:24.550 | 1:23.335 | 1:24.477 | 9     |
| 10                    | 9     | Bruno Senna        | Renault              | 1:24.914 | 1:24.157 | bez času | 10    |
| 11                    | 15    | Paul di Resta      | Force India-Mercedes | 1:24.574 | 1:24.163 |          | 11    |
| 12                    | 14    | Adrian Sutil       | Force India-Mercedes | 1:24.595 | 1:24.209 |          | 12    |
| 13                    | 11    | Rubens Barrichello | Williams-Cosworth    | 1:24.975 | 1:24.648 |          | 13    |
| 14                    | 12    | Pastor Maldonado   | Williams-Cosworth    | 1:24.798 | 1:24.726 |          | 14    |
| 15                    | 17    | Sergio Pérez       | Sauber-Ferrari       | 1:25.113 | 1:24.845 |          | 15    |
| 16                    | 18    | Sébastien Buemi    | Toro Rosso-Ferrari   | 1:25.164 | 1:24.932 |          | 16    |
| 17                    | 16    | Kamui Kobajaši     | Sauber-Ferrari       | 1:24.879 | 1:25.065 |          | 17    |
| 18                    | 19    | Jaime Alguersuari  | Toro Rosso-Ferrari   | 1:25.334 |          |          | 18    |
| 19                    | 21    | Jarno Trulli       | Lotus-Renault        | 1:26.647 |          |          | 19    |
| 20                    | 20    | Heikki Kovalainen  | Lotus-Renault        | 1:27.184 |          |          | 20    |
| 21                    | 24    | Timo Glock         | Virgin-Cosworth      | 1:27.591 |          |          | 21    |
| 22                    | 25    | Jérôme d'Ambrosio  | Virgin-Cosworth      | 1:27.609 |          |          | 22    |
| 23                    | 22    | Daniel Ricciardo   | HRT-Cosworth         | 1:28.054 |          |          | 23    |
| 24                    | 23    | Vitantonio Liuzzi  | HRT-Cosworth         | 1:28.231 |          |          | 24    |
| Limit 107 %: 1:29.854 |       |                    |                      |          |          |          |       |

### Závod
| Pořadí | Číslo | Jezdec             | Konstruktér          | Kola | Čas/odstoupení  | Start | Body |
| ------ | ----- | ------------------ | -------------------- | ---- | --------------- | ----- | ---- |
| 1      | 1     | Sebastian Vettel   | Red Bull-Renault     | 53   | 1:20:46.172     | 1     | 25   |
| 2      | 4     | Jenson Button      | McLaren-Mercedes     | 53   | +9.590          | 3     | 18   |
| 3      | 5     | Fernando Alonso    | Ferrari              | 53   | +16.909         | 4     | 15   |
| 4      | 3     | Lewis Hamilton     | McLaren-Mercedes     | 53   | +17.417         | 2     | 12   |
| 5      | 7     | Michael Schumacher | Mercedes             | 53   | +32.677         | 8     | 10   |
| 6      | 6     | Felipe Massa       | Ferrari              | 53   | +42.993         | 6     | 8    |
| 7      | 19    | Jaime Alguersuari  | Toro Rosso-Ferrari   | 52   | +1 kolo         | 18    | 6    |
| 8      | 15    | Paul di Resta      | Force India-Mercedes | 52   | +1 kolo         | 11    | 4    |
| 9      | 9     | Bruno Senna        | Renault              | 52   | +1 kolo         | 10    | 2    |
| 10     | 18    | Sébastien Buemi    | Toro Rosso-Ferrari   | 52   | +1 kolo         | 16    | 1    |
| 11     | 12    | Pastor Maldonado   | Williams-Cosworth    | 52   | +1 kolo         | 14    |      |
| 12     | 11    | Rubens Barrichello | Williams-Cosworth    | 52   | +1 kolo         | 13    |      |
| 13     | 20    | Heikki Kovalainen  | Lotus-Renault        | 51   | +2 kola         | 20    |      |
| 14     | 21    | Jarno Trulli       | Lotus-Renault        | 51   | +2 kola         | 19    |      |
| 15     | 24    | Timo Glock         | Virgin-Cosworth      | 51   | +2 kola         | 21    |      |
| NC     | 22    | Daniel Ricciardo   | HRT-Cosworth         | 39   | +14 kol         | 23    |      |
| Ret    | 17    | Sergio Pérez       | Sauber-Ferrari       | 32   | Převodovka      | 15    |      |
| Ret    | 16    | Kamui Kobajaši     | Sauber-Ferrari       | 21   | Převodovka      | 17    |      |
| Ret    | 14    | Adrian Sutil       | Force India-Mercedes | 9    |                 | 12    |      |
| Ret    | 2     | Mark Webber        | Red Bull-Renault     | 4    | Následky nehody | 5     |      |
| Ret    | 25    | Jérôme d'Ambrosio  | Virgin-Cosworth      | 1    | Převodovka      | 22    |      |
| Ret    | 10    | Vitalij Petrov     | Renault              | 0    | Nehoda          | 7     |      |
| Ret    | 8     | Nico Rosberg       | Mercedes             | 0    | Nehoda          | 9     |      |
| Ret    | 23    | Vitantonio Liuzzi  | HRT-Cosworth         | 0    | Nehoda          | 24    |      |

## Průběžné pořadí šampionátu
Pohár jezdců
| Pořadí | Jezdec             | Tým                  | Body |
| ------ | ------------------ | -------------------- | ---- |
| 1      | Sebastian Vettel   | Red Bull-Renault     | 284  |
| 2      | Fernando Alonso    | Ferrari              | 172  |
| 3      | Jenson Button      | McLaren-Mercedes     | 167  |
| 4      | Mark Webber        | Red Bull-Renault     | 167  |
| 5      | Lewis Hamilton     | McLaren-Mercedes     | 158  |
| 6      | Felipe Massa       | Ferrari              | 82   |
| 7      | Nico Rosberg       | Mercedes             | 56   |
| 8      | Michael Schumacher | Mercedes             | 52   |
| 9      | Vitalij Petrov     | Renault              | 34   |
| 10     | Nick Heidfeld      | Renault              | 34   |
| 11     | Kamui Kobajaši     | Sauber-Ferrari       | 27   |
| 12     | Adrian Sutil       | Force India-Mercedes | 24   |
| 13     | Jaime Algersuari   | Toro Rosso-Ferrari   | 16   |
| 14     | Sébastien Buemi    | Toro Rosso-Ferrari   | 13   |
| 15     | Paul di Resta      | Force India-Mercedes | 12   |
| 16     | Sergio Pérez       | Sauber-Ferrari       | 8    |
| 17     | Rubens Barrichello | Williams-Cosworth    | 4    |
| 18     | Bruno Senna        | Renault              | 2    |
| 19     | Pastor Maldonado   | Williams-Cosworth    | 1    |

Pohár konstruktérů
| Pořadí | Konstruktér      | Body |
| ------ | ---------------- | ---- |
| 1      | Red Bull-Renault | 451  |
| 2      | McLaren-Mercedes | 325  |
| 3      | Ferrari          | 254  |
| 4      | Mercedes         | 108  |
| 5      | Renault          | 70   |